# Ivar Böhling
Ivar Theodor Böhling (10 septembre 1889 à Ingå - 12 janvier 1929 à Vyborg) est un lutteur finlandais qui participa aux Jeux olympiques d'été de 1912.
Il gagna la médaille d'argent dans la catégorie poids mi-lourd. Dans une finale remarquable, il lutta pendant 9 heures contre l'autre finaliste, le lutteur suédois Anders Ahlgren, avant que le combat ne soit déclaré nul. Les juges refusèrent de décerner une médaille d'or, au motif que le champion olympique devait gagner la finale. Ils finirent donc tous les deux à la seconde place et aucune médaille d'or ne fut décernée.
Böhling gagna le titre européen non-officiel de 1914 dans la catégorie mi-lourd, et quatre titres nationaux : deux en poids mi-lourd (1911 et 1913) et deux en poids lourd (1915 et 1916). Il devint ensuite professionnel et se retire en 1920.
 (novembre 2019).